# 川尻港 (広島県)
川尻港（かわじりこう）は、広島県呉市川尻町にある港湾。港湾管理者は広島県。地方港湾。

## 廃止航路
- せと観光ボート
  - 川尻港 - 豊島港（豊島） - 久比港（大崎下島） - 大長港（大崎下島） - 今治港（今治市）・・・2010年11月30日をもって廃止。2010年12月1日から呉中央桟橋発着に変更された。[2]

## 周辺
- 川尻市民センター（呉市役所川尻支所）
- 川尻図書館
- 広島銀行川尻支店
- 呉市立川尻中学校
- 川尻郵便局
- 呉信用金庫川尻支店

## アクセス
- JR呉線安芸川尻駅から徒歩で約5分。